# Listă de castele și cetăți din Saxonia-Anhalt

## Dessau-Roßlau

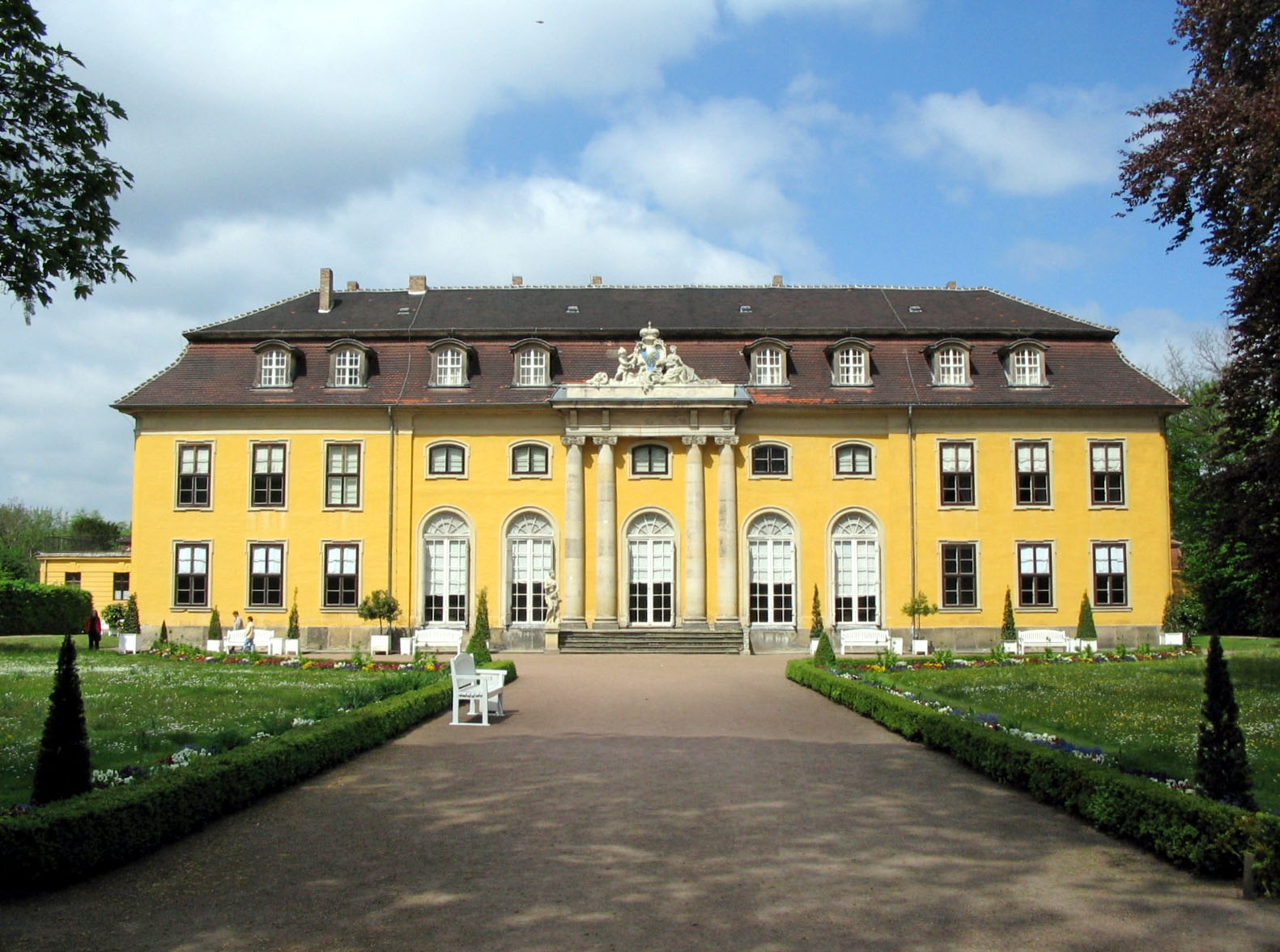
Castelul Mosigkau

1. Castelul Georgium
2. Gotisches Haus
3. Castelul Großkühnau
4. Castelul Haideburg
5. Johannbau
6. Castelul Luisium
7. Castelul Mosigkau
8. Cetatea Roßlau

## Halle (Saale)

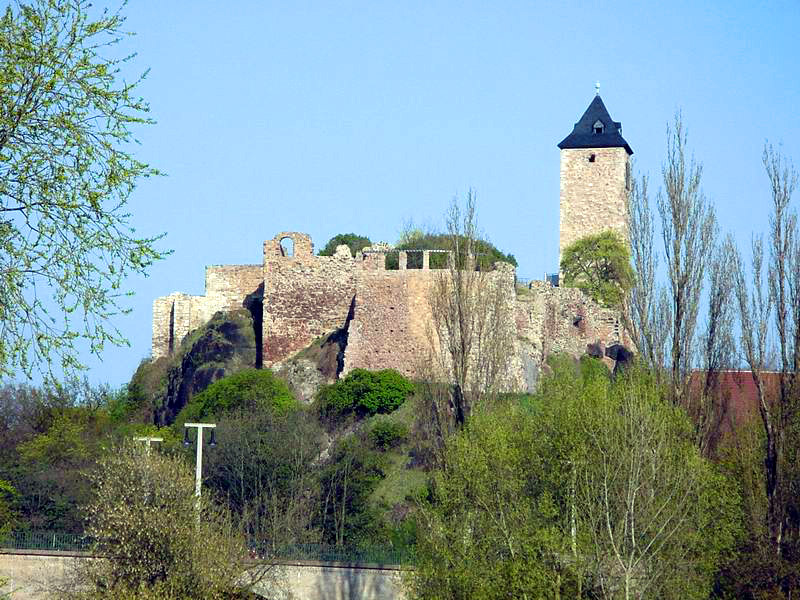
Cetatea Giebichenstein

1. Cetatea Giebichenstein
2. Moritzburg
3. Rezidența nouă

## Magdeburg
1. Cetatea Magdeburg
  1. Fortul I
  2. Fortul Berge
  3. Turmschanze
  4. Citadela Magdeburg
  5. Zwischenwerk VIII
2. Castelul Randau
3. Dealul Slawenburg in Pechau

## Altmarkkreis Salzwedel
1. Cetatea Apenburg, Apenburg
2. Cetatea Beetzendorf, Beetzendorf
3. Castelul Gardelegen, Gardelegen
4. Castelul Weteritz, Gardelegen
5. Cetatea Kalbe, Kalbe (Milde)
6. Castelul Kläden, Kläden
7. Cetatea Klötze, Klötze
8. Castelul Kunrau, Kunrau
9. Castelul Letzlingen, Letzlingen
10. Cetatea Salzwedel, Salzwedel
11. Castelul Tylsen, Tylsen

## Anhalt-Bitterfeld
1. Castelul Altjeßnitz, Altjeßnitz
2. Castelul Burgkemmnitz, Burgkemnitz
3. Cetatea Gröbzig, Gröbzig
4. Castelul Großpaschleben, Großpaschleben
5. Castelul Geuz, Köthen (Anhalt)
6. Castelul Köthen, Köthen (Anhalt)
7. Cetatea Lindau, Lindau
8. Castelul Bärenthoren, Polenzko
9. Castelul Pouch, Pouch
10. Castelul Reinsdorf, Reinsdorf (Südliches Anhalt)
11. Cetatea Walternienburg, Walternienburg
12. Cetatea Gölzau, Weißandt-Gölzau
13. Palatul Zerbst, Zerbst
14. Castelul Zerbst, Zerbst
15. Castelul Quetz, Zörbig
16. Castelul Zörbig, Zörbig

## Börde (district)
1. Castelul Altenhausen, Altenhausen
2. Castelul Angern, Angern
3. Castelul Trautenburg, Ausleben

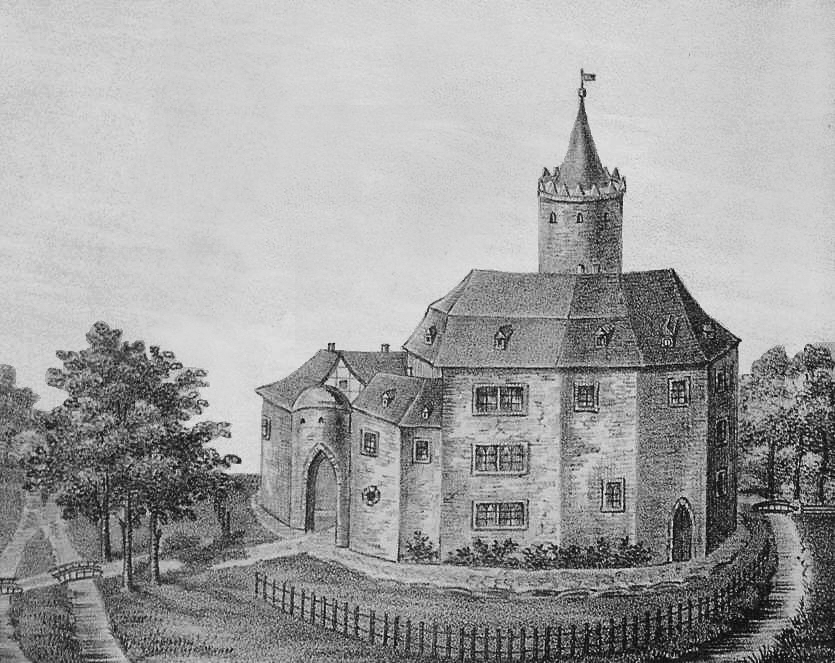
Zeichnung der Cetatea Calvörde

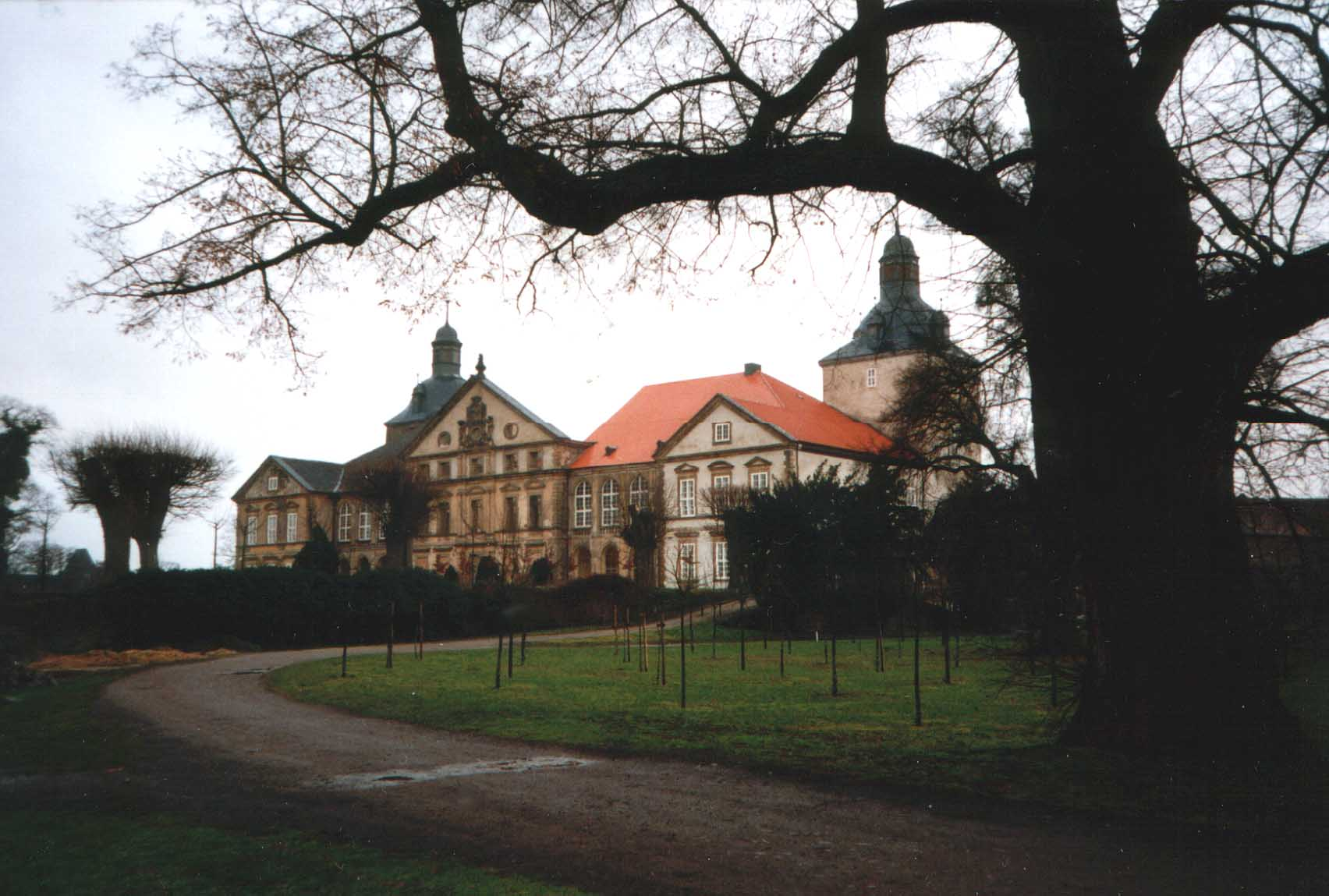
Castelul Hundisburg

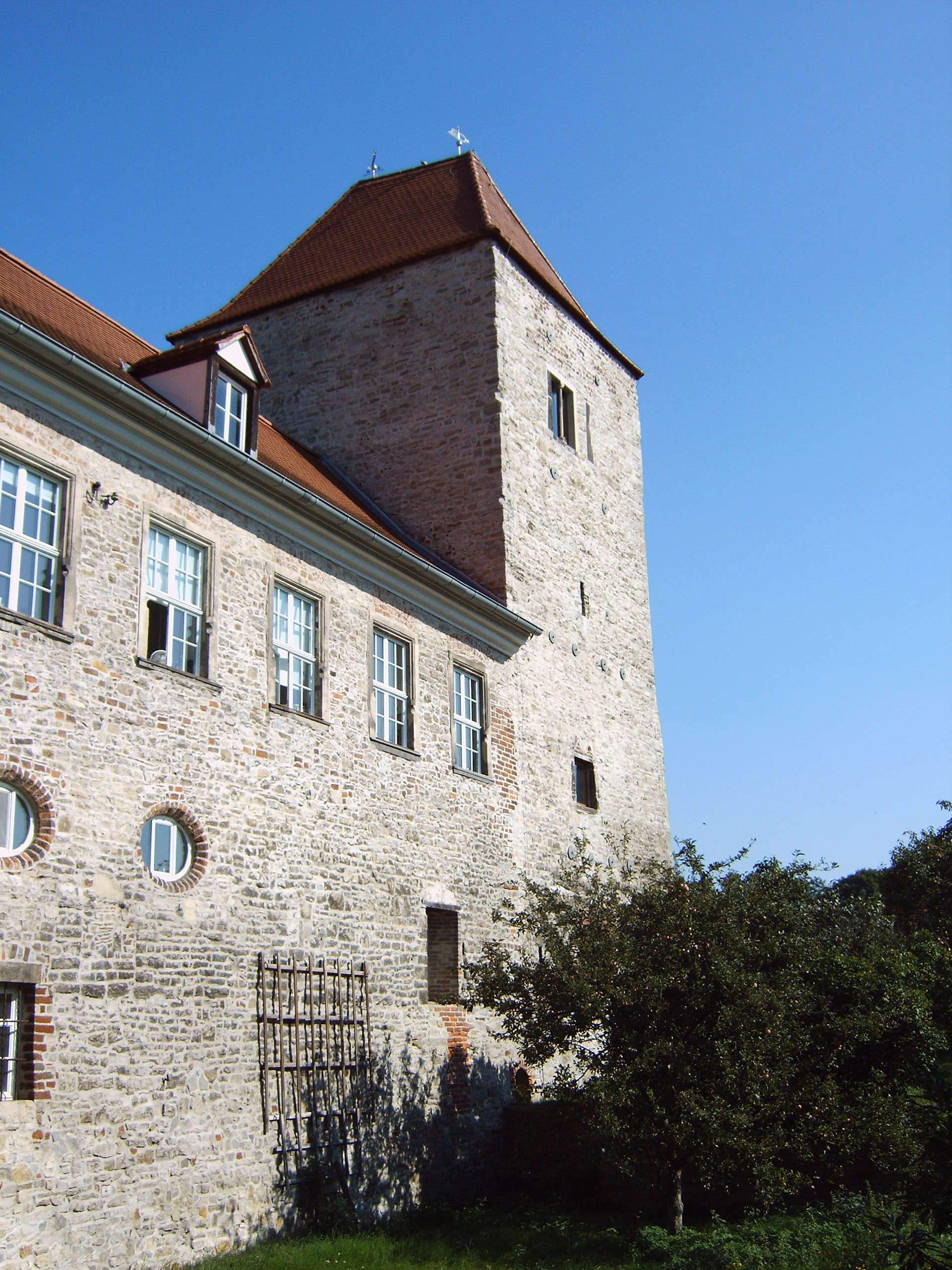
Cetatea Wanzleben

4. Castelul Bartensleben, Bartensleben
5. Castelul Veltheimsburg, Bebertal
6. Cetatea Calvörde, Calvörde
7. Cetatea Dreileben, Dreileben
8. Castelul Eggenstedt, Eggenstedt
9. Cetatea Eichenbarleben, Eichenbarleben
10. Castelul Erxleben, Erxleben
11. WasserCastelul Flechtingen, Flechtingen
12. Castelul Hasselburg, Flechtingen
13. Cetatea Gröningen, Gröningen
14. Castelul Krottorf, Gröningen
15. Rittergut Bergen, Groß Rodensleben
16. Castelul Gunsleben, Gunsleben
17. Castelul Detzel, Haldensleben
18. Castelul Hundisburg, Haldensleben
19. Castelul Harbke, Harbke
20. Cetatea Hötensleben, Hötensleben
21. Castelul Asseburg, Hornhausen
22. Castelul Ramstedt, Loitsche
23. Supfburg Oebisfelde, Oebisfelde
24. Castelul Ampfurth, Oschersleben (Bode)
25. Castelul Groß Germersleben, Oschersleben (Bode)
26. Cetatea Hadmersleben, Oschersleben (Bode)
27. Castelul Klein Oschersleben, Oschersleben (Bode)
28. Castelul Neindorf, Oschersleben (Bode)
29. Castelul Oschersleben, Oschersleben (Bode)
30. Castelul Peseckendorf, Peseckendorf
31. Castelul Heinrichshorst, Rogätz
32. Turnul Rogätz, Rogätz
33. Castelul Klein Santersleben, Schackensleben
34. Castelul Seggerde, Seggerde
35. Castelul Sommerschenburg, Sommersdorf
36. Castelul Bahrendorf, Sülzetal
37. Castelul Bodendorf, Süplingen
38. Cetatea Ummendorf, Ummendorf
39. Castelul Walbeck, Walbeck
40. Cetatea Wanzleben, Wanzleben
41. Cetatea Weferlingen, Weferlingen
42. Castelul Wolmirstedt, Wolmirstedt

## Districtul Burgenland
1. Rudelsburg, Bad Kösen
2. Cetatea Saaleck, Bad Kösen
3. Cetatea Breitenbach, Breitenbach
4. Kempe Breitenbach, Breitenbach
5. Castelul Bucha, Bucha

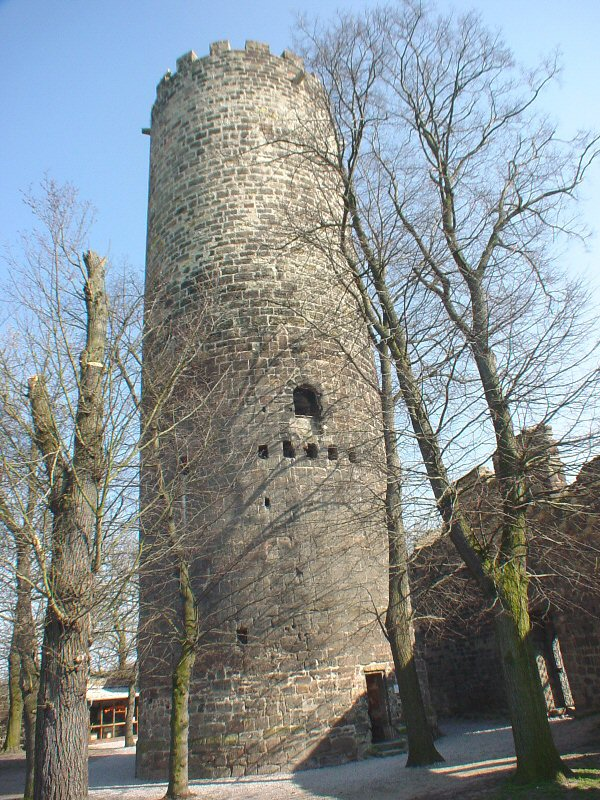
Cetatea Schönburg

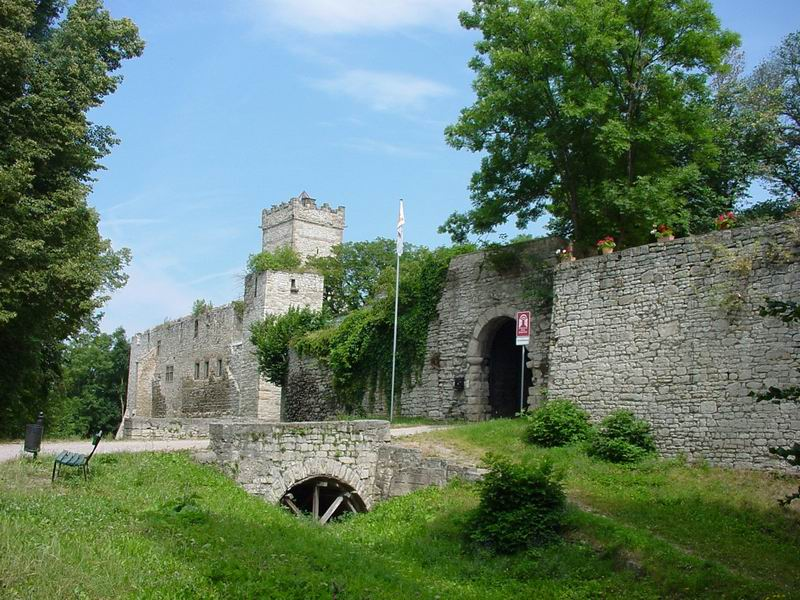
Eckartsburg

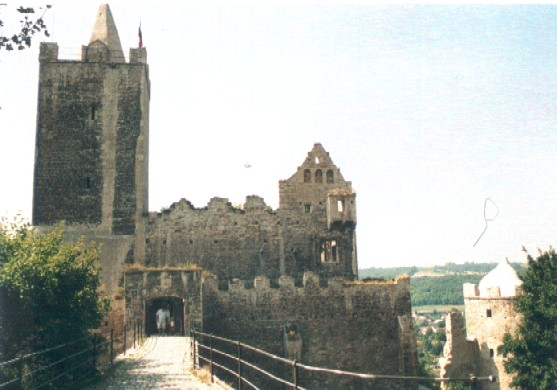
Rudelsburg

6. Castelul Burgscheidungen, Burgscheidungen
7. Castelul Burgwerben, Burgwerben
8. Castelul Droyßig, Droyßig
9. Eckartsburg, Eckartsberga
10. Castelul Marienthal, Eckartsberga
11. Cetatea Etzoldshain, Elsteraue
12. Cetatea Zscheiplitz, Freyburg (Unstrut)
13. Neuenburg, Freyburg (Unstrut)
14. Cetatea Gleina, Gleina
15. Castelul Gleina, Gleina
16. Castelul Goseck, Goseck
17. Haynsburg, Haynsburg
18. Castelul Heuckewalde, Heuckewalde
19. Castelul Klosterhäseler, Klosterhäseler
20. Castelul Lützen, Lützen
21. Kaiserpfalz Memleben, Memleben
22. Castelul Wendelstein, Memleben
23. Castelul Naumburg, Naumburg (Saale)
24. Cetatea Nebra, Nebra (Unstrut)
25. Castelul Nebra, Nebra (Unstrut)
26. Cetatea Osterfeld, Osterfeld
27. Castelul Reinsdorf, Reinsdorf
28. Cetatea Schönburg, Schönburg
29. Castelul Steinburg, Steinburg
30. Castelul Bonau, Teuchern
31. Castelul Trebnitz, Trebnitz
32. Castelul Neu-Augustusburg, Weißenfels
33. Castelul Moritzburg, Zeitz

## Harz (district)
1. Castelul Windenhütte, Altenbrak
2. Castelul Hessen, Aue-Fallstein
3. Wasserburg Zilly, Aue-Fallstein
4. Oberhof Ballenstedt, Ballenstedt
5. Castelul Ballenstedt, Ballenstedt

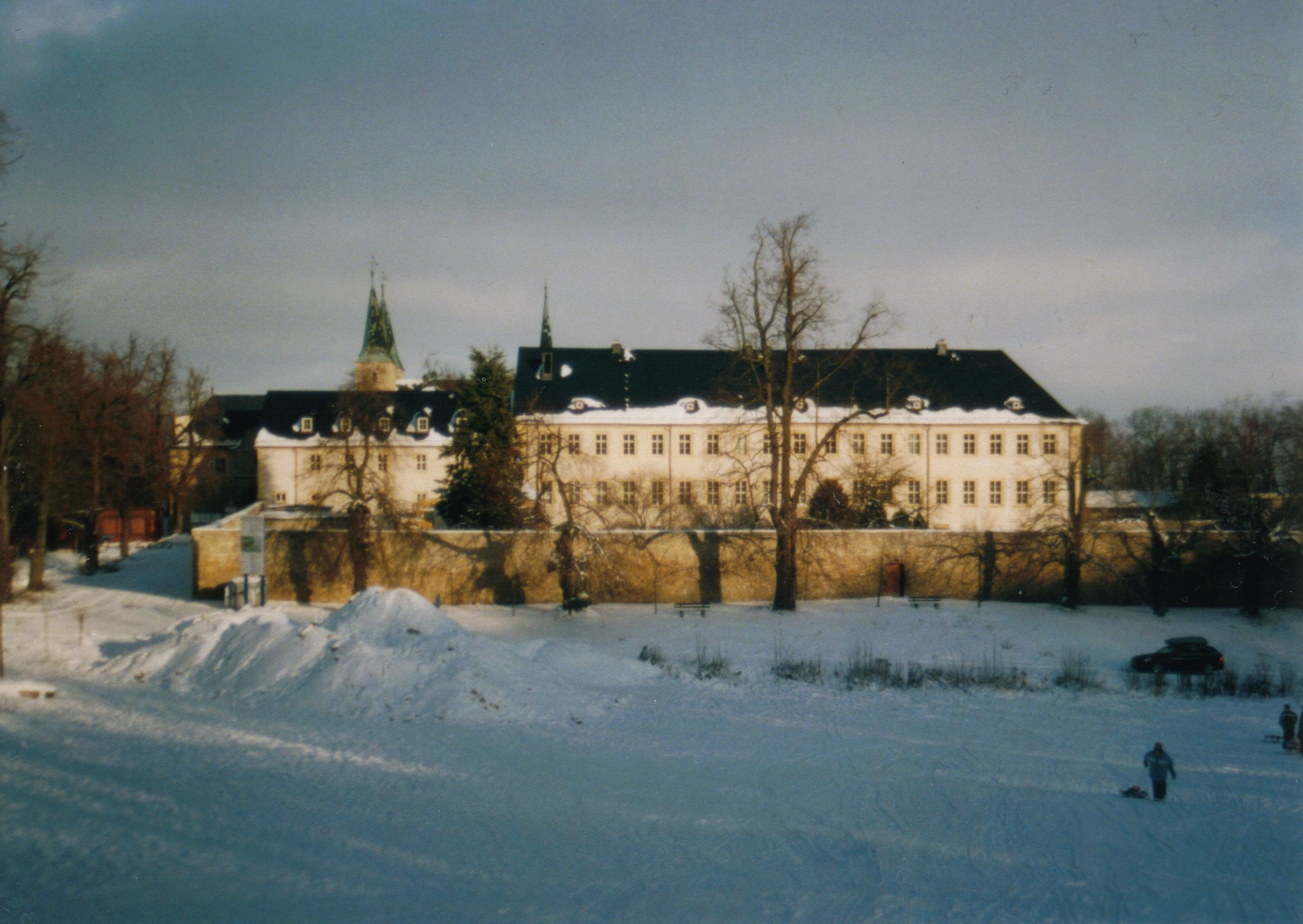
Huysburg

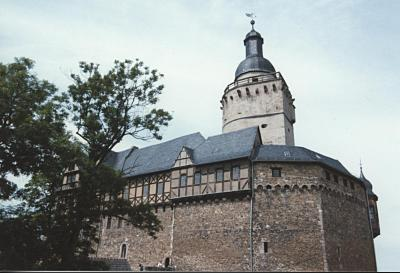
Cetatea Falkenstein

6. Cetatea Regenstein, Blankenburg (Harz)
7. Castelul Blankenburg (Harz), Blankenburg (Harz)
8. Castelul mic Blankenburg, Blankenburg (Harz)
9. Luisenburg, Blankenburg (Harz)
10. Ruina Königsburg, Elbingerode (Harz)
11. Cetatea Falkenstein (Harz), Falkenstein / Harz
12. Cetatea Alter Falkenstein, Falkenstein / Harz
13. Castelul Meisdorf, Falkenstein / Harz
14. Cetatea Erichsberg bei Friedrichsbrunn
15. Heinrichsburg bei Gernrode
16. Cetatea Emersleben, Halberstadt
17. Castelul Spiegelsberge, Halberstadt
18. Cetatea Anhalt, Harzgerode, Ruina
19. Castelul Harzgerode, Harzgerode
20. Cetatea Hausneindorf, Hausneindorf
21. Cetatea Heimburg, Heimburg
22. Domburg im Hakel, Heteborn
23. Huysburg, Huy
24. Castelul Röderhof, Huy
25. Cetatea Schlanstedt, Huy
26. Cetatea Westerburg, Huy
27. Castelul Ilsenburg, Ilsenburg
28. Castelul Langenstein, Langenstein
29. Gersdorfer Burg, Quedlinburg
30. Castelul Quedlinburg, Quedlinburg
31. Roseburg bei Rieder
32. Cetatea Stapelburg, Stapelburg
33. Lauenburg, Stecklenberg
34. Stecklenburg, Stecklenberg
35. Castelul Stiege, Stiege
36. Wohnturm Wendhausen, Thale
37. Castelul Minsleben, Wernigerode
38. Struvenburg, Wernigerode
39. Castelul Wernigerode, Wernigerode

## Jerichower Land
1. Castelul Zerben, Elbe-Parey
2. Castelul Parchen, Genthin
3. Castelul Dretzel, Gladau
4. Castelul Dornburg, Gommern OT Dornburg
5. Cetatea Gommern, Gommern
6. Castelul Leitzkau, Gommern OT Leitzkau
7. Gutshaus si Ruina Grabow, Grabow
8. Castelul Kade, Kade
9. Castelul Karow, Karow
10. Castelul Königsborn, Königsborn
11. Castelul Brandenstein, Krüssau
12. Cetatea Loburg, Loburg
13. Castelul Lüttgenziatz, Möckern
14. Castelul Möckern, Möckern
15. Castelul Stegelitz, Möckern (2005/2006 ausgebrannt und abgetragen)
16. Castelul Wendgräben, Möckern
17. Castelul Pietzpuhl, Pietzpuhl
18. Castelul Schlagenthin, Schlagenthin
19. Castelul Ringelsdorf, Tucheim
20. Castelul Tucheim, Tucheim
21. Castelul Waldrogäsen, Wüstenjerichow
22. Castelul Wüstenjerichow, Wüstenjerichow
23. Castelul Zabakuck, Zabakuck

## Mansfeld-Südharz
1. Castelul Allstedt, Allstedt

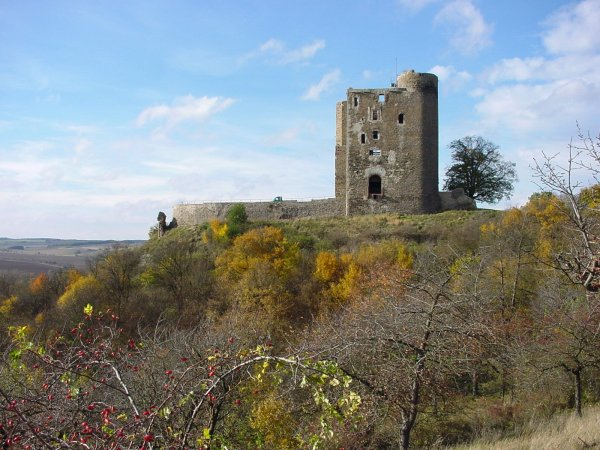
Cetatea Arnstein

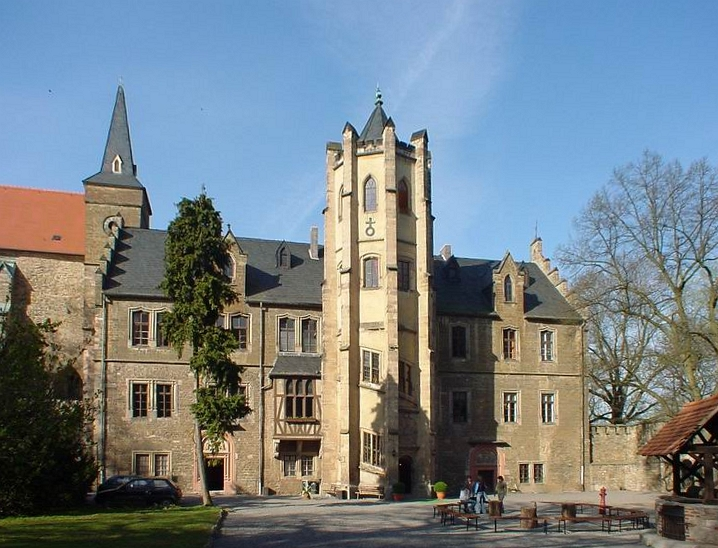
Castelul Mansfeld

2. Cetatea Beyernaumburg, Beyernaumburg
3. Cetatea Bornstedt, Bornstedt
4. Castelul Schwiederschwende, Breitungen
5. Castelul Hinterort, Eisleben
6. Castelul Mittelort, Eisleben
7. Castelul Vorderort, Eisleben
8. Castelul Friedeburg, Friedeburg (Saale)
9. Cetatea Rammelburg, Friesdorf
10. Cetatea Arnstein, Harkerode
11. Castelul Burgörner, Hettstedt
12. Castelul Hettstedt, Hettstedt
13. Castelul Mansfeld, Mansfeld
14. Castelul Trutz Mansfeld, Mansfeld
15. Castelul Neu-Asseburg, Mansfeld
16. Castelul Quenstedt, Quenstedt
17. Cetatea Questenberg, Questenberg
18. Castelul Roßla, Roßla
19. Castelul Sandersleben, Sandersleben (Anhalt)
20. Cetatea Oberröblingen, Sangerhausen
21. Cetatea Grillenburg, Sangerhausen
22. Cetatea Alt-Morungen, Sangerhausen
23. Cetatea Neu-Morungen, Sangerhausen
24. Castelul vechi Sangerhausen, Sangerhausen
25. Castelul nou Sangerhausen, Sangerhausen
26. Castelul Seeburg, Seeburg
27. Castelul Stolberg, Stolberg (Harz)
28. Pfalz Tilleda, Tilleda
29. Castelul Walbeck, Walbeck
30. Castelul Wallhausen, Wallhausen
31. Castelul Oberwiederstedt, Wiederstedt
32. Cetatea Wippra, Wippra

## Saale (district)

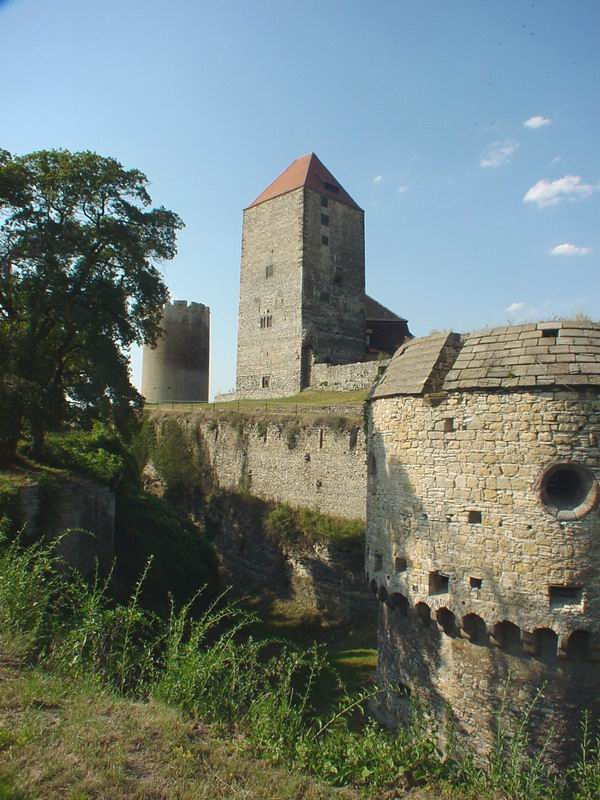
Cetatea Querfurt

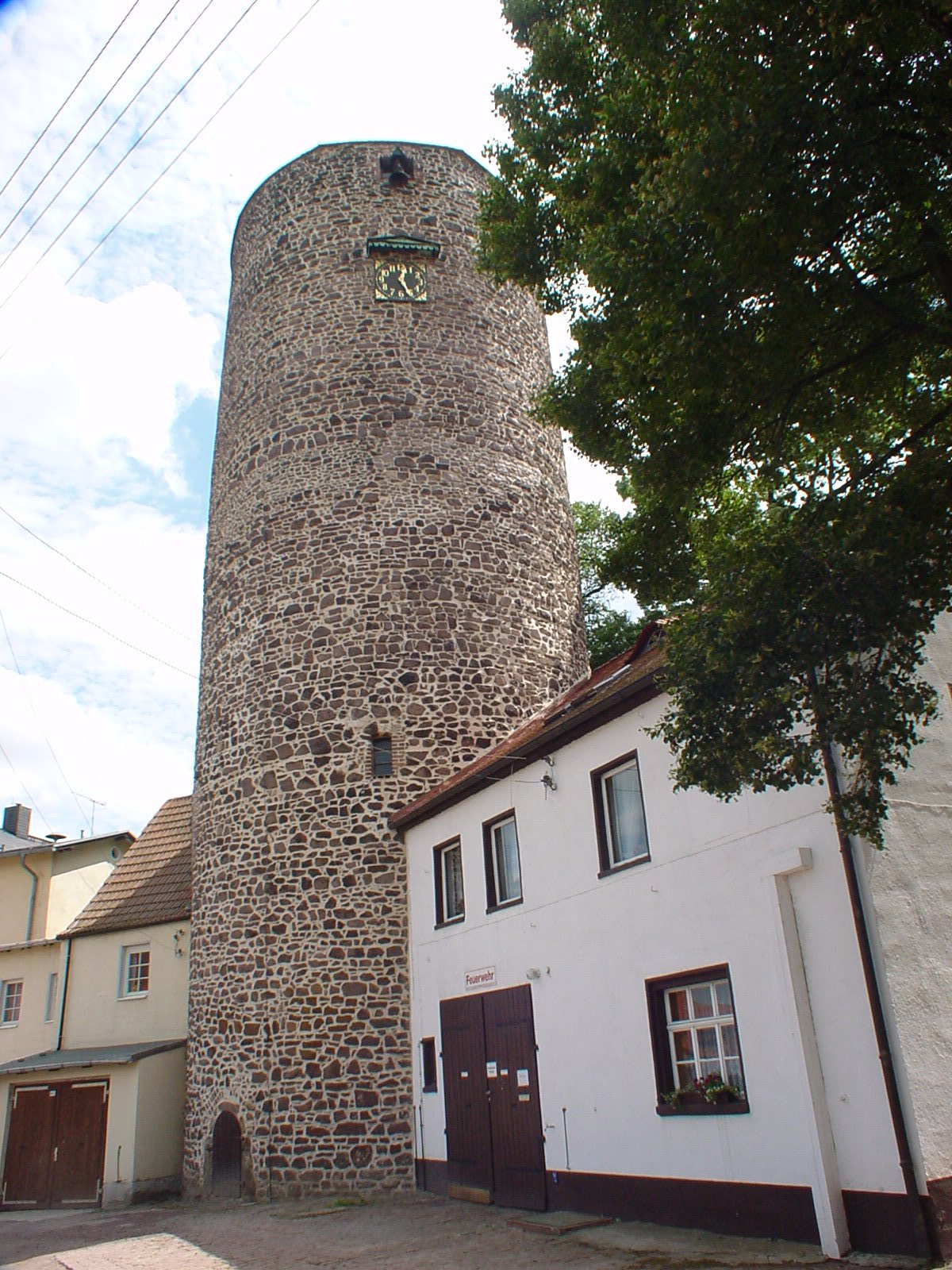
Cetatea Krosigk

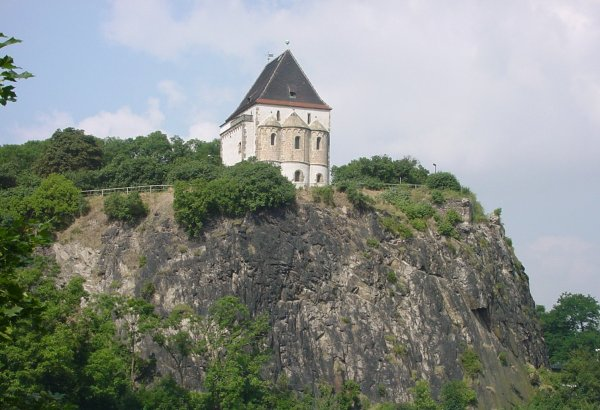
Cetatea Landsberg

1. Castelul Bad Lauchstädt, Bad Lauchstädt
2. Castelul Beesenstedt, Beesenstedt
3. Castelul Bedra, Braunsbedra
4. Castelul Frankleben, Braunsbedra
5. Castelul Hohenthurm, Hohenthurm
6. Castelul Dieskau, Kabelsketal
7. Cetatea Krosigk, Krosigk
8. Cetatea Landsberg, Landsberg
9. Castelul Merseburg, Merseburg
10. Zech’sches Palais, Merseburg
11. Castelul Sankt Ulrich, Mücheln (Geiseltal)
12. Castelul Ostrau, Ostrau
13. Castelul Lodersleben, Querfurt
14. Cetatea Querfurt, Querfurt
15. Castelul Vitzenburg, Querfurt
16. Castelul Zingst, Querfurt
17. Cetatea Rothenburg, Rothenburg
18. Castelul Schafstädt, Schafstädt
19. Cetatea Burgliebenau, Schkopau
20. Castelul Bündorf, Schkopau
21. Castelul Schkopau, Schkopau
22. Castelul Schochwitz, Schochwitz
23. Cetatea Schraplau, Schraplau
24. Castelul Beuchlitz, Teutschenthal
25. Castelul Teutschenthal, Teutschenthal
26. Cetatea Wettin, Wettin
27. Castelul Dölkau, Zweimen

## Salzland

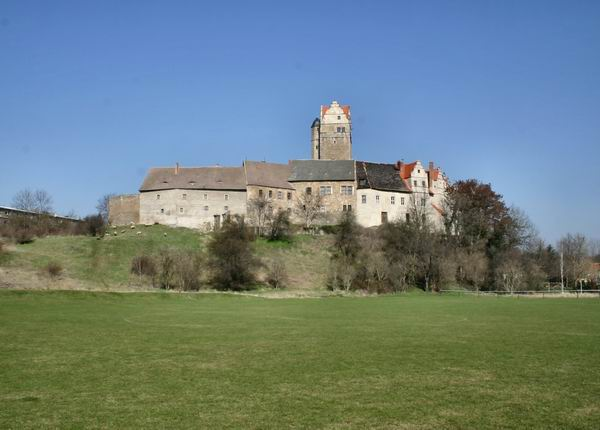
Castelul Plötzkau

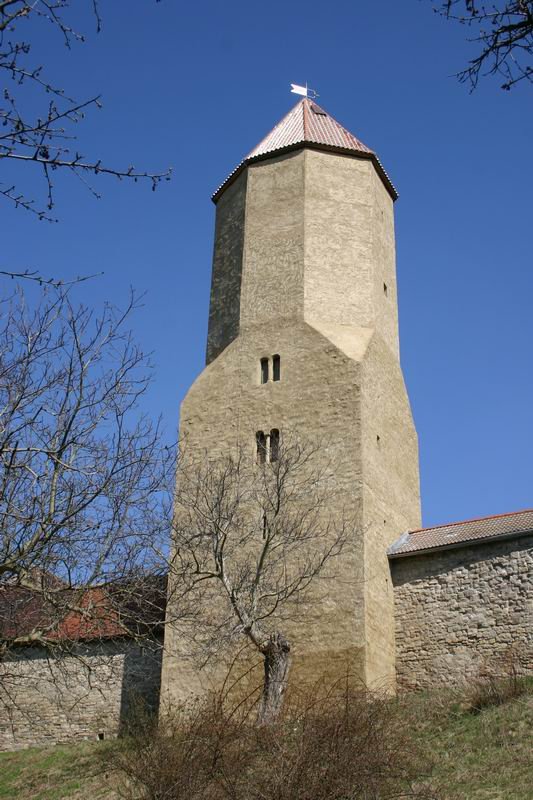
Cetatea Freckleben

1. Castelul Alsleben, Alsleben (Saale)
2. Castelul Warmsdorf, Amesdorf
3. Cetatea Aschersleben, Aschersleben
4. Cetatea Freckleben, Aschersleben
5. Castelul Wilsleben, Aschersleben
6. Castelul Barby, Barby (Elbe)
7. Castelul Bernburg, Bernburg (Saale)
8. Castelul Biendorf, Biendorf
9. Cetatea Egeln, Egeln
10. Konradsburg, Ermsleben
11. Castelul Ermsleben, Ermsleben
12. Cetatea Gatersleben, Gatersleben
13. Castelul Gröna, Gröna
14. RenaissanceCastelul Großmühlingen, Großmühlingen
15. Castelul Klein Rosenburg, Groß Rosenburg
16. Castelul Gänsefurth, Hecklingen
17. Castelul Hecklingen, Hecklingen
18. Cetatea Schneidlingen, Hecklingen
19. Prinzenhaus Hoym, Hoym
20. Castelul Hoym, Hoym
21. Castelul Piesdorf, Könnern
22. Castelul Poplitz, Könnern
23. Casa Zeitz, Könnern
24. Castelul Neugattersleben, Neugattersleben
25. Castelul Nienburg, Nienburg (Saale), 1996 incendiat
26. Castelul Plötzkau, Plötzkau
27. Cetatea Schadeleben, Schönebeck (Elbe)
28. Castelul Hohenerxleben, Staßfurt
29. Castelul Rathmannsdorf, Staßfurt
30. Niederungsburg Unseburg, Unseburg

## Stendal
1. Castelul Badingen, Badingen
2. Castelul Calberwisch, Düsedau
3. Castelul Döbbelin, Insel
4. Castelul Hohenkamern, Kamern
5. Castelul Krevese, Krevese
6. Castelul Groß Schwarzlosen, Lüderitz
7. Castelul Möringen, Möringen
8. Castelul Krumke, Osterburg (Altmark)
9. Castelul Sandau, Sandau (Elbe)
10. Castelul Schönfeld, Schönfeld
11. Castelul Schönhausen, Schönhausen (Elbe)
12. Castelul Mahlitz, Schollene
13. Castelul Schollene, Schollene
14. Castelul Storkau, Storkau (Elbe)
15. Castelul vechi Tangerhütte, Tangerhütte
16. Castelul nou Tangerhütte, Tangerhütte
17. Cetatea Tangermünde, Tangermünde
18. Castelul Vinzelberg, Vinzelberg
19. Castelul Vollenschier, Wittenmoor
20. Castelul Wust, Wust

## Wittenberg (district)
1. Castelul Annaburg, Annaburg

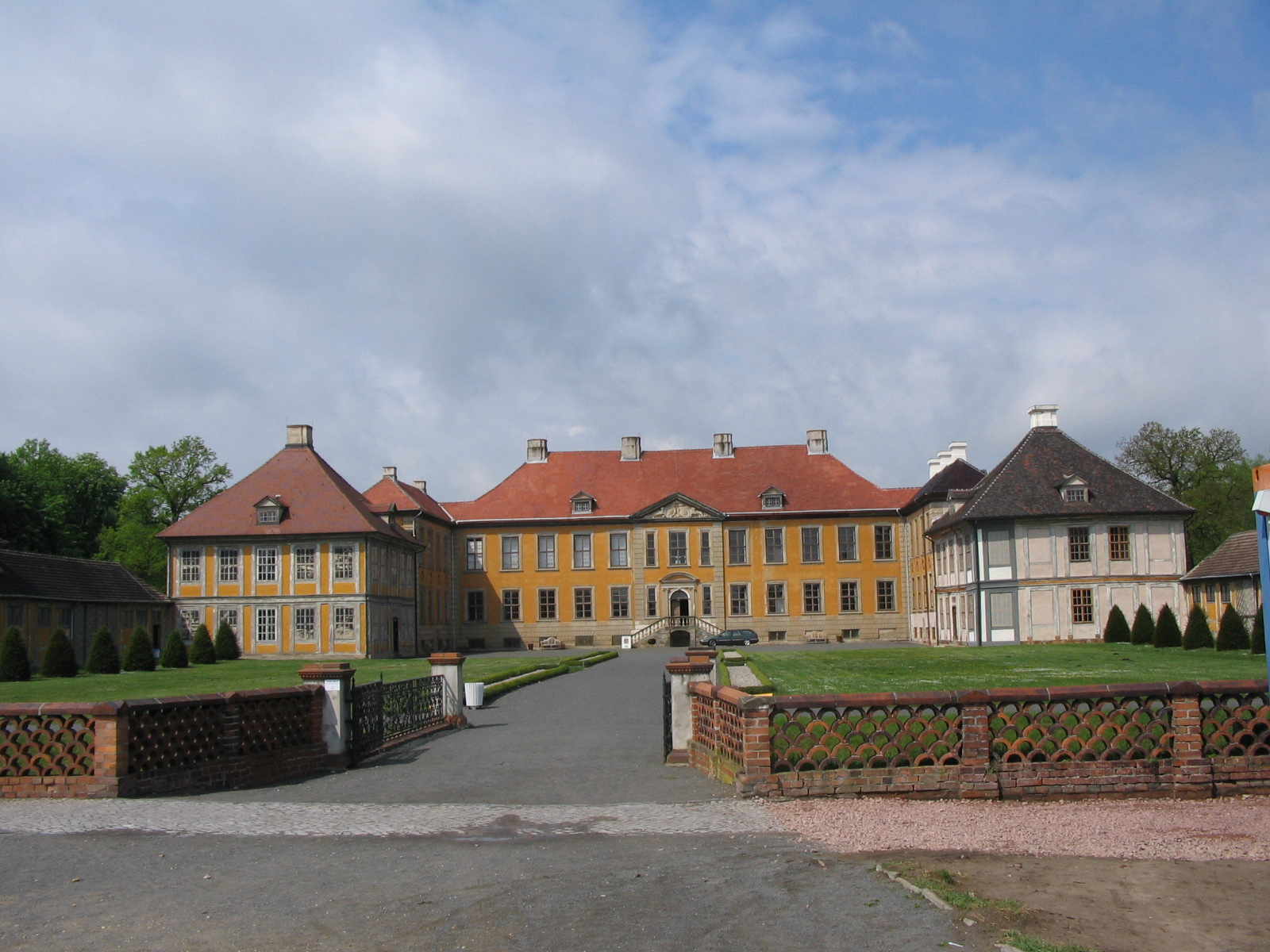
Castelul Oranienbaum

2. Castelul Reinharz, Bad Schmiedeberg
3. Castelul Coswig, Coswig (Anhalt)
4. Cetatea Hundeluft, Hundeluft
5. Castelul Jessen, Jessen (Elster)
6. Castelul Klöden, Klöden
7. Castelul Kropstädt, Kropstädt
8. Castelul Oranienbaum, Oranienbaum
9. Castelul Lichtenburg, Prettin
10. Castelul Pretzsch, Pretzsch
11. Castelul Radis, Radis
12. Castelul Trebitz, Trebitz
13. Castelul Wartenburg, Wartenburg
14. Castelul Nudersdorf, Lutherstadt Wittenberg
15. Castelul Wittenberg, Lutherstadt Wittenberg
16. Curtea Wörlitz, Wörlitz
17. Castelul Wörlitz, Wörlitz